# Kronika Thietmara

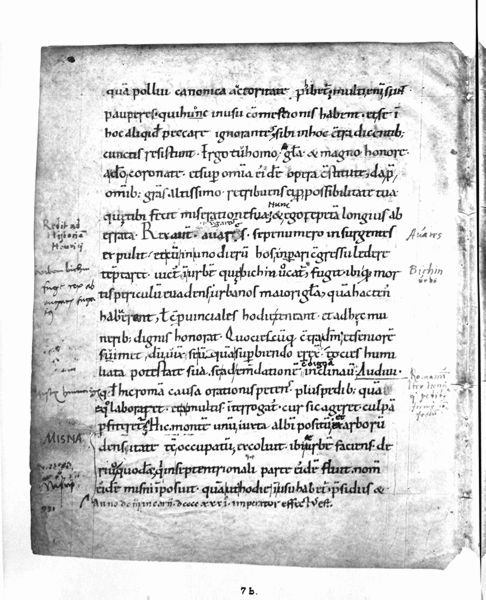
Strona Kroniki Thietmara

Kronika Thietmara (łac. Thietmari merseburgensis episcopi chronicon) – kronika spisana w latach 1012–1018 przez biskupa merseburskiego oraz kronikarza Thietmara z Merseburga. Jedno z najważniejszych źródeł historycznych Europy Środkowej wczesnego średniowiecza stanowiący materiał źródłowy do historii wielu europejskich krajów m.in. Niemiec, Polski, Czech .

## Historia
Swoje dzieło Thietmar pisał po łacinie od 1012 do 1018, czyli roku swojej śmierci. Zachowało się ono w dwóch rękopiśmiennych kopiach.
Pierwszym jest tzw. rękopis Drezdeński, zachowany w postaci 192 kart pergaminu. Ponieważ rękopis ten zawiera osobiście wprowadzone przez Thietmara odręczne poprawki, więc traktuje się go jako autograf autora. Do 1945 roku przechowywany był on w saskiej bibliotece krajowej w Dreźnie, która została spalona podczas bombardowania aliantów w 1945 roku. W czasie pożaru wywołanego bombardowaniami egzemplarz częściowo spłonął. Obecnie w Dreźnie przechowywane są szczątki manuskryptu, z którego możliwe do odczytania są jedynie pojedyncze karty. Treść dzieła jednak zachowała się dzięki publikacji rękopisu w 1905 roku w postaci faksymiliów.
Drugi, niemal kompletny tekst „Kroniki” zachował się w dwunastowiecznym rękopisie pochodzącym z klasztoru Corvey w Niemczech. Ponieważ tekst „Kroniki” w wielu szczegółach różni się od wersji drezdeńskiej, a do tekstu Thietmara dodano ewidentnie uzupełnienia z dziejów klasztoru, utarło się całość nazywać przeróbką korwejską. Jednak w świetle najnowszych ustaleń owe drobne zmiany zostały wprowadzone przez samego Thietmara tuż przed śmiercią, dlatego część uczonych traktuje drugi manuskrypt jako ostateczną wersję autorską.

## Treść
Kronika w części obejmującej schyłek IX wieku i znaczną część wieku X opiera się na znanych Thietmarowi dziełach historiograficznych i hagiograficznych. Jej wartość jednak wzrasta w tych partiach, w których Thietmar korzysta z tradycji ustnej oraz z własnego doświadczenia jako świadka wydarzeń.
Poza dziejami Merseburga i państwa niemieckiego, Thietmar zawarł w niej również wiele informacji dotyczących historii Europy, także ziem monarchii wczesnopiastowskiej. Zrelacjonował m.in. zjazd gnieźnieński oraz wojny cesarza Henryka II z księciem Bolesławem I Chrobrym .
Wielokrotnie w swojej kronice zanotował łacińskie nazwy państwa piastowskiego. Uczynił to zarówno w odniesieniu do władców jak Mieszko I – Miseconis Poleniorum oraz Bolesław Chrobry we fragmencie Bolizlavus Poleniorum, jak również wobec kraju Polenia oraz ludności – Poleni, Polenii.
Oprócz członków ówczesnych elit monarchii piastowskiej (członkowie rodziny panującej, biskupi) kronika wzmiankuje również takie postacie jak wysłannicy Chrobrego do cesarza: opat Tuni (pełniący misje w 1015 i 1018) czy Stoigniew.
Thietmar bardzo niekorzystnie przedstawiał Słowian, co historycy wiążą z jego rodzinnymi tradycjami. Dziadek ojca Thietmara (Lotar von Walbeck) oraz dziadek matki Thietmara (Lotar von Stade) zginęli w bitwie z Redarami w 929 roku. Natomiast jego ojciec Zygfryd von Walbeck ledwo uszedł z życiem z bitwy pod Cedynią .

## Wydania
Po raz pierwszy kronika została wydana drukiem w 1889 z naukowym komentarzem przez Fryderyka Kurza . W języku polskim tłumaczenie dzieła wydano kilkukrotnie:
- Kronika Dytmara, biskupa merseburgskiego jako jedno z najdawniejszych świadectw historycznych o Polsce: według wydania w zbiorze pomników niemieckich Pertza, Zygmunt Erazm Komarnicki (tłum.), 1861. Brak numerów stron w książce
- Monumenta Poloniae Historica = Pomniki dziejowe Polski. T. 1, August Bielowski (tłum.), Lwów: August Bielowski, 1864. Brak numerów stron w książce
- Kronika Thietmara, Marian Zygmunt Jedlicki (tłum.), Poznań: Instytut Zachodni, 1953. Brak numerów stron w książce